# IF Urædd Porsgrunn
Le Urædds IF est un club norvégien de handball basé à Porsgrunn.

## Palmarès
- Championnat de Norvège de handball masculin (3) : 1986, 1987, 1989